# Parkiella
Parkiella es un género de foraminífero bentónico de la familia Turrilinidae, de la superfamilia Turrilinoidea, del suborden Buliminina y del orden Buliminida. Su especie tipo es Buliminella gabonica. Su rango cronoestratigráfico abarcaba el Maastrichtiense superior (Cretácico superior).

## Discusión
Clasificaciones previas incluían Parkiella en el suborden Rotaliina del orden Rotaliida.

## Clasificación
Parkiella incluye a las siguientes especies:
- Parkiella angulocamerata †
- Parkiella brevispira †
- Parkiella gabonica †
- Parkiella globocamerata †
- Parkiella mamelligera †